# Башкатов, Михаил Сергеевич
Михаи́л Серге́евич Башка́тов (род. 19 августа 1981, Томск, СССР) — российский актёр театра, кино, телевидения и дубляжа, телеведущий. Капитан команды КВН «МаксимуМ».

## Биография
Родился 19 августа 1981 года в Томске. Учился в Томской гимназии № 26. Окончил экономический факультет Томского государственного университета.
В 2010 году окончил базовый курс Школы драмы Германа Сидакова по профессии «актёр драматического театра и кино».

## КВН
Играть в КВН Михаил Башкатов начал в команде Томского государственного университета «Огни большого города». В ней он познакомился с Константином Маласаевым, который пригласил его параллельно с играми КВН принять участие в томском театре миниатюр «Бонифас».
И там я увидел Мишу Башкатова. Он очень талантливый. Он просто потряс меня.К. Маласаев
После того как команда КВН «Огни большого города» завершила свои выступления в сезоне Томского КВНа 1999 года, Башкатов вместе с Маласаевым и Алексеем Базаем покинул её и создал команду «МаксимуМ».
- В 2000 году в составе команды «МаксимуМ» Башкатов стал чемпионом КВН г. Томска, а также лауреатом Всероссийского фестиваля студенческого творчества «Студенческая Весна 2000» (Нижний Новгород).
- В 2001 году в составе «Бонифаса» завоевал Гран-при на томском фестивале СТЭМов «Юморина»; вместе с «МаксимуМом» стал вице-чемпионом Центральной лиги КВН «КВН-Азия» и третьим призёром Межрегиональной лиги КВН «КВН-Сибирь». Кроме того, Михаил Башкатов был приглашён в состав команды «Сибирские сибиряки», в составе которой провёл три игры в Высшей лиге КВН 2001.
- В 2002 году театр «Бонифас» вместе с Михаилом Башкатовым вновь становится обладателем Гран-при томской «Юморины». В составе «МаксимуМа» становится финалистом Первой лиги КВН.
- В 2003 году Башкатов покидает «Бонифас», решив сосредоточиться на выступлении в составе «МаксимуМа». Вместе со своей командой Михаил Башкатов вновь становится финалистом Первой лиги КВН, победителем томской «Юморины» и Кубка КВН г. Красноярска. Также «МаксимуМ» дебютирует на фестивале «Голосящий КиВиН» в составе так называемого «блока» — внеконкурсного выступления начинающих команд.
- В 2004 году Башкатов вместе с «МаксимуМом» дебютирует в Премьер-лиге КВН и в первом же сезоне становится чемпионом, поделив первое место с «Мегаполисом». Кроме того, «максы́» (так именуют себя участники команды) вновь победили на томской «Юморине».
- В 2005 году Башкатов в составе «МаксимуМа» принимает участие в 1/8 финала Высшей лиги КВН. Томичи выступают неудачно и, заняв последнее, пятое место, выбывают из Высшей лиги 2005 в первой же игре. Сезон Башкатов и его команда продолжают в Премьер-лиге, где второй год подряд становятся чемпионами. На музыкальном фестивале КВН в Юрмале «максы́» становятся обладателями «Малого КиВиНа в тёмном». Также «МаксимуМ» становится обладателем Кубка губернатора Новосибирской области и Кубка г. Красноярска.
- В 2006 году «МаксимуМ» доходит до полуфинала Высшей лиги, где занимает второе место (в финал попадал только победитель игры), а также вновь получает «Малого КиВиНа в тёмном» на фестивале «Голосящий КиВиН 2006».
- В 2007 году в полуфинале Высшей лиги Михаил Башкатов со своей командой становится третьим, пропустив вперёд «Обычных людей» и «Пирамиду». Однако, решением президента Международного союза КВН А. В. Маслякова «МаксимуМ» получил путёвку финал, где стал бронзовым призёром. На фестивале «Голосящий КиВиН 2007» томичи завоевали «Малого КиВиНа в светлом».
- В 2008 году Михаил Башкатов в составе своей команды сначала стал обладателем высшей награды музыкального фестиваля в Юрмале, а затем — чемпионом Высшей лиги.
- В 2009 году «максы» приняли участие в Летнем кубке КВН, где заняли третье место, а также завоевали «Большого КиВиНа в светлом» на фестивале «Голосящий КиВиН 2009».

В интервью «Комсомольской правде» Михаил Башкатов сказал, что больше не будет играть в Высшей лиге КВН, не исключив участия в фестивале «Голосящий КиВиН» и Летнем кубке.
Всего провёл 31 игру в телевизионных лигах, кубках и фестивалях КВН:
- 15 игр в Высшей лиге КВН (сезоны 2001, 2005, 2006, 2007, 2008)
- 9 игр в Премьер-лиге КВН (сезоны 2004, 2005)
- 6 игр на музыкальном фестивале «Голосящий КиВиН» (2003, 2005, 2006, 2007, 2008, 2009)
- 1 игру в Летнем кубке (2009).

## Семья
- Жена — Екатерина Владимировна Башкатова (до замужества — Багель) (с 2009 года).
- Дети — сыновья Тимофей Михайлович Башкатов (род. 2010)[4], Фёдор Михайлович Башкатов (род. 2012)[5] и Степан Михайлович Башкатов (род. 2016) и дочь Тея[источник не указан 1078 дней] Михайловна Башкатова (род. 2022)[6][7].

## Телеведущий
- 2009—2010 — «Видеобитва» (СТС)
- 2010—2012 — «Случайные связи» (СТС)
- 2017 — «Орёл и решка. Звезды» (Лиссабон. Португалия) (Пятница!)
- 2018 — «Орёл и решка. Россия» (Астрахань) (Пятница!)
- 2019—2020 — «Морской бой», 1-6 сезоны (Звезда)
- с 10 октября 2020 года — «Не факт!» (Звезда)
- с 1 января 2023 года — «Святыни России» (Спас)

## Телевидение
В октябре 2021 года стал участником шоу «Звёзды в Африке» на телеканале «ТНТ».

## Творчество

### Театральные работы

#### Театральное агентство «Лекур»
- «Шикарная свадьба», режиссёр Владимир Устюгов
- «Проходимцы», по пьесе Луиджио Лунари «Трое на качелях», режиссёр Владимир Устюгов
- «Кухня на выезде», режиссёр Иван Миневцев[9]

#### Театр «Миллениум»
- 2018 — «Когда наступит завтра», по пьесе Луиджио Лунари «Трое на качелях», режиссёр Владимир Устюгов[10]

#### Творческая студия «Кино — Театръ»
- 2017 — «Любовь в стакане воды», на основе двух пьес Людмилы Петрушевской, режиссёр Игорь Неведров — Толя[11]
- 2022 — н.в. — «Преступление и наказание» — Достоевский (рассказчик), Разумихин, режиссёры: Андрей Тихомиров, Анна Муллан, Александр Жамков, Ацамаз Зассеев., худ.рук. Герман Петрович Сидаков.

### Фильмография
- 2009 — 2013 — Даёшь молодёжь! — Башка, Укроп, Герман и др.
- 2010 — Игрушки — гопник Башка
- 2010 — Однажды в милиции — растаман Укроп
- 2010 — Богини правосудия — бандит Сидор
- 2012 — 2013 — Папины дочки — Иржи, парень Галины Сергеевны (19-20 сезоны)
- 2014 — 2016 — Кухня — Денис Андреевич Крылов, друг детства Макса, музыкант (4-6 сезоны)
- 2014 — Корпоратив — Валера
- 2014 — С 8 марта, мужчины! — Артур Сафиуллин
- 2015 — Переводчик — переводчик
- 2017 — Кухня. Последняя битва — Денис Андреевич Крылов
- 2017 — Любимцы — врач Миша
- 2018 — Однажды в Америке, или Чисто русская сказка — король Макбук 102-й
- 2019 — Туристическая полиция — Денис
- 2019 — Туристическая полиция 2 — Денис
- 2019 — Кухня. Война за отель — Денис Андреевич Крылов
- 2021 — Талисман — следователь Пётр Киселёв
- 2021 — Друг на продажу — Илья, политтехнолог
- 2021 — Медиатор — Данила Днепров, актёр
- 2021 — 8 способов любить — Игорь / Людус
- 2023 — Быть — Башка, рэпер
- 2023 — Иван Васильевич меняет всё — Адольф Гитлер
- 2025 — Омар в большом городе - Валера

### Озвучивание
- 2021 — Чуч-Мяуч — Мяуч

### Дубляж
- 2013 — Кот Гром и заколдованный дом — Дэниел, риелтор и племянник дяди Лоуренса
- 2022 — Плохие парни — Мистер Змей[12]

## Признание и награды
В составе команды КВН «МаксимуМ»:
- Чемпион Высшей лиги КВН 2008
- Чемпион Премьер-лиги КВН 2004
- Чемпион Премьер-лиги КВН 2005
- Обладатель наград музыкального фестиваля Голосящий КиВиН:
  - «Большой КиВиН в золотом» на фестивале Голосящий КиВиН 2008
  - «Большой КиВиН в светлом» на фестивале Голосящий КиВиН 2009
  - «Малый КиВиН в светлом» на фестивале Голосящий КиВиН 2007
  - «Малый КиВиН в тёмном» на фестивале Голосящий КиВиН 2005
  - «Малый КиВиН в тёмном» на фестивале Голосящий КиВиН 2006
- Обладатель Гран-при фестиваля «Юморина» (Томск) 2003
- Обладатель Гран-при фестиваля «Юморина» (Томск) 2004
- Обладатель Кубка г. Красноярска 2003
- Обладатель Кубка губернатора Новосибирской области 2005
- Обладатель Кубка г. Красноярска 2005
- Лауреат Всероссийского фестиваля студенческого творчества в Нижнем Новгороде «Студенческая Весна 2000»

В составе театра миниатюр «Бонифас»:
- Обладатель Гран-при фестиваля «Юморина» (Томск) 2001
- Обладатель Гран-при фестиваля «Юморина» (Томск) 2002